# Alejandro Arenas Villarreal
Alejandro Arenas Villarreal, (Lima, 26 de febrero de 1842 - Lima , 13 de septiembre de 1912) fue un abogado y político peruano. Ministro de Gobierno durante un solo día, a fines de octubre de 1879. Diputado en varios periodos, fue presidente de su Cámara en 1883, 1886-1887 y 1892. Fue, además, decano del Colegio de Abogados de Lima (1895-1896).

## Biografía
Hijo de Antonio Arenas y Antonia Villarreal, por lo tanto nieto de Rosa Merino, la primera intérprete del himno nacional. Estudió en el Convictorio de San Carlos, donde se graduó de bachiller en Jurisprudencia en 1860. Por recomendación médica, se trasladó a Huaraz, en cuyo colegio fue profesor de Derecho, hasta 1863. Se recibió como abogado en 1864. 
Fue elegido diputado por Huaraz en 1868 y reelecto en 1872. En 1877 fue elegido vicepresidente del Concejo Departamental de Lima, pasando a ser su presidente en 1879.
El 28 de octubre de 1879, en plena Guerra del Pacífico, fue nombrado ministro de Gobierno, pero por discrepancias con el presidente del gabinete, general Manuel La Cotera, renunció el día 31 del mismo mes, junto con los ministros Manuel Yrigoyen (RR..EE.), Ramón Ribeyro (Justicia e Instrucción) y Aurelio Denegri (Hacienda). Al organizarse la defensa de Lima, se enroló como soldado en la reserva. Luchó en la batalla de Miraflores, librada el 15 de enero de 1881.
Fue elegido diputado por Lima al Congreso reunido en Chorrillos del 10 de julio a 23 de agosto de 1881. También fue elegido para formar parte de la Asamblea Nacional de Ayacucho convocada por Nicolás de Piérola luego de la Ocupación de Lima durante la Guerra del Pacífico. Este congreso aceptó la renuncia de Piérola al cargo de Dictador que había tomado en 1879 y lo nombró presidente provisorio. Sin embargo, el desarrollo de la guerra generó la pérdida de poder de Piérola por lo que este congreso no tuvo mayor relevancia.  Por ser presidente de la junta directiva del Partido Constitucional, sufrió la hostilidad de las autoridades chilenas de ocupación, por lo que debió trasladarse a Arequipa. Desde allí colaboró con la resistencia nacional y fue elegido diputado por la provincia  de Huari al Congreso reunido en aquella ciudad, del 28 de abril a 20 de julio de 1883, llegando a presidir la Cámara de Diputados.
Finalizada la guerra con Chile y las luchas civiles, fue nuevamente elegido diputado por Huari (1886-1892). Presidió su cámara en las legislaturas de 1886-1887 y 1892. Como parlamentario se destacó por su oposición al contrato Grace. En 1892 fue reelegido diputado, esta vez representando tanto a Cajatambo como a la de Huari pero se apartó de la política tras la guerra civil de 1894-1895. 
Fue decano del Colegio de Abogados de Lima de 1895 a 1896. En los años restantes de su vida se dedicó al ejercicio de su profesión y a sus empresas particulares. Falleció en la tarde del 13 de septiembre de 1912 a los 70 años de oclusión intestinal en el Cercado de Lima.

## Descendencia
Casado con Paula Loayza, fue padre de numerosa prole. Dos de sus hijos destacaron también en la política: Germán Arenas Loayza (1870-1948), abogado, que llegó a ser Presidente del Consejo de Ministros de 1918 a 1919 y de 1931 a 1932; y Carlos Arenas Loayza (1885-1955), también abogado, que igualmente fue presidente del gabinete ministerial, de 1934 a 1935.